# Heliocontia pantherula
Heliocontia pantherula är en fjärilsart som beskrevs av Herrich-Schäffer 1868. Heliocontia pantherula ingår i släktet Heliocontia och familjen nattflyn. Inga underarter finns listade i Catalogue of Life.